# Kazimierz Kuratowski
Kazimierz Kuratowski   (Varsòvia, 2 de febrer de 1896 - Varsòvia, 18 de juny de 1980) va ser un matemàtic polonès.

## Vida i Obra
El pare de Kuratowski era un reconegut advocat de Varsòvia de família polonesa, quan la ciutat estava sota domini rus. El 1913 va haver d'anar a Moscou per passar la graduació russa que li permetia entrar a la universitat. Però va preferir anar a estudiar a l'estranger, i el curs 1913-1914 el va fer a la universitat de Glasgow estudiant enginyeria. L'estiu de 1914 va retornar a Varsòvia i ja no va poder tornar a Glasgow per l'esclat de la Primera Guerra Mundial. El primer any de guerra el va passar a Varsòvia estudiant matemàtiques i física pel seu compte, però el 1915, en ser ocupada la ciutat pels alemanys, es va restablir la universitat polonesa de Varsòvia i ell va ser un dels primers alumnes que s'hi va matricular. Es va graduar el 1919 i va començar el doctorat sota la direcció de Mazurkiewicz i Janiszewski; va obtenir el grau de doctor el 1921. Durant els seus anys universitaris va ser bastant actiu políticament: va ser fundador de l'Organització de Joventuts Acadèmiques Independents, que funcionava com una branca universitària del Partit Progressista Polonès, del que el seu pare era membre, i va participar en les nombroses protestes contra l'ocupació.
A partir del curs 1923-24 va ser professor ajudant a la universitat de Varsóvia, amb un treball docent extenuant però que li donava l'oportunitat de descobrir talents en els més joves estudiants de primer. El 1927, en no haver places a la universitat de Varsóvia, va acceptar una plaça de professor titular a l'Escola Politècnica de Lwów. Lwów (actual Lviv, Ucraïna) era aleshores un centre matemàtic important amb Hugo Steinhaus i Stefan Banach de líders a la universitat de la ciutat. Per una banda abandonava Varsòvia, la seva ciutat estimada, per altra banda s'incorporava a un selecte grup de grans matemàtics. A Lwòw va dirigir la seva primera tesi doctoral el 1933: la de Stanisław Ulam. Aquest mateix any es va publicar el primer volum del seu influent tractat Topologie.
El 1934 va deixar Lwòw per tornar a Varsòvia per ocupar una plaça de professor titular a la universitat. El 1939, en començar la Segona Guerra Mundial, va haver d'amagar-se (tenia ascendents jueus) i arriscar-se a ser detingut quan donava classes a la universitat polonesa clandestina que es va organitzar durant l'ocupació nazi. Després de l'alliberament va començar un esforç titànic per reconstruir tota l'organització científica de la Polònia de post-guerra. La seva dedicació i capacitat organitzativa van ser decisives en la reconstrucció de la universitat, de les publicacions científiques, de les relacions internacionals i del funcionament de les organitzacions i acadèmies científiques. A partir de 1948 va ser director de l'Institut de Matemàtiques de l'Acadèmia Polonesa de les Ciències i, a partir de 1968, el seu primer president.
Les publicacions més importants de Kuratowski son anteriors a la Segona Guerra Mundial (només va publicar catorze articles després de 1939). Els seus resultats més importants van ser en topologia i, en concret, en les àrees del continu, del pla topològic i la teoria de grafs (Teorema de Kuratowski), de la teoria de la dimensió i dels hiperespais i els selectors. També va publicar treballs importants en teoria de conjunts.
El 1973 va publicar un llibre de memòries: Pół wieku matematyki polskiej, 1920-1970: wspomnienia i refleksje (Mig segle de matemàtiques poloneses, 1920-1970: records i reflexions), traduit i publicat en anglès el 1980.

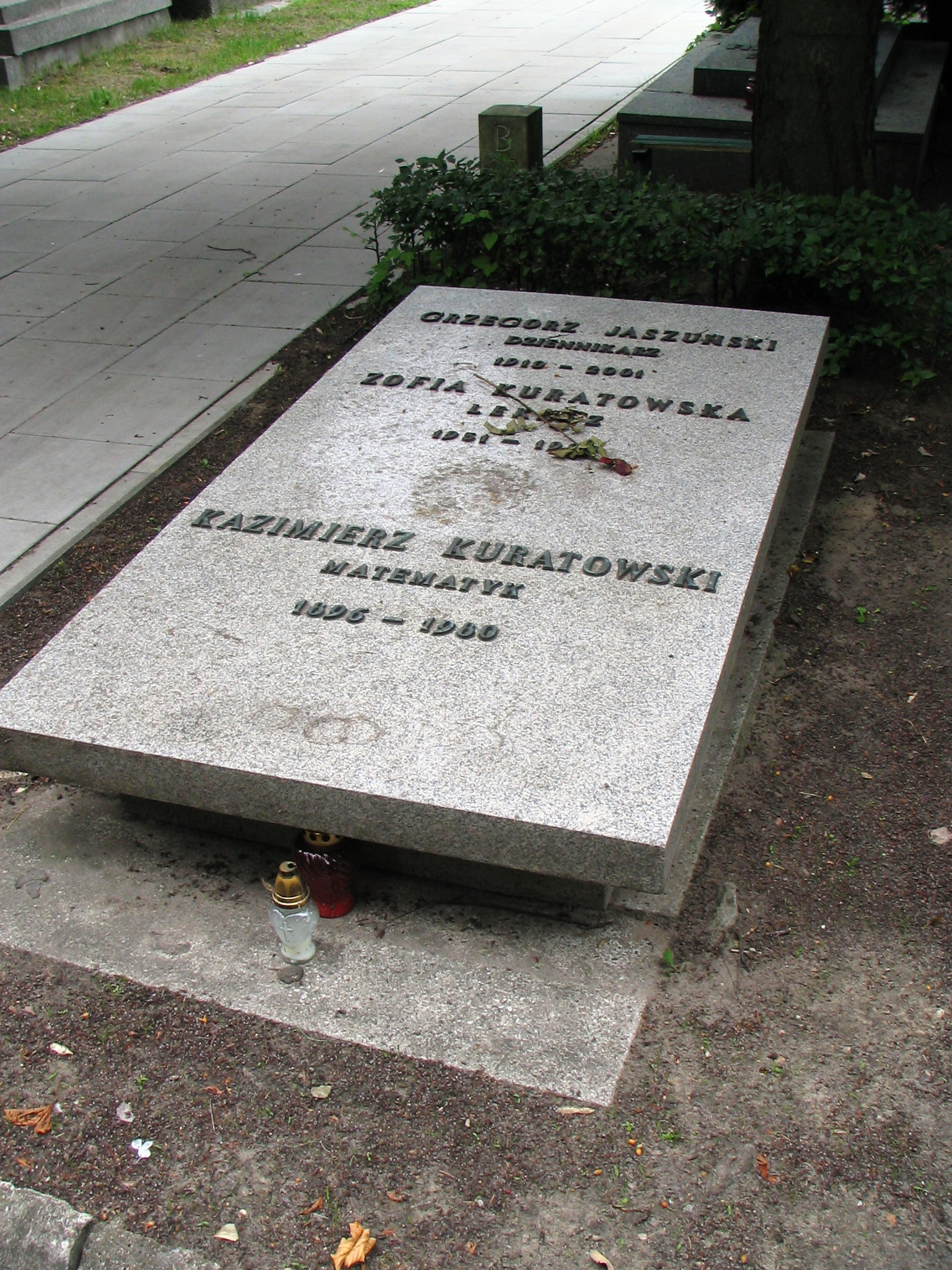
Tomba de Kuratowski i de la seva filla, Zofia, al cementiri militar de Varsòvia.